# 30a edició dels Premis Sant Jordi de Cinematografia
La 30a edició dels Premis Sant Jordi de Cinematografia va tenir lloc el 28 d'abril de 1986, patrocinada per Ràdio Nacional d'Espanya.
La cerimònia d'entrega es va dur a terme a Scala Barcelona i fou presentat per Ricard Fernàndez Deu i Anna Lafau, amb música d'acompanyament al piano de Joan Pineda i Sirvent. En ocasió del 30è aniversari de la creació d'aquests premis hi van estar presents a la gala Horacio Sáenz Guerrero, Juan Antonio Bardem, Marco Ferreri, Luis García Berlanga, Aurora Bautista, Emma Penella, Rafaela Aparicio, Ángel Pavlovsky, Jaume Figueras, Josep Maria Forn, Sara Montiel, Sílvia Munt, Terenci Moix, Montserrat Roig, Manuel Vázquez Montalbán o Francesc Rovira-Beleta, entre d'altres.

## Premis Sant Jordi
| Categoria                        | Premiat                         | Labor premiada                                |
| -------------------------------- | ------------------------------- | --------------------------------------------- |
| Millor pel·lícula espanyola      | Los motivos de Berta            | Pel·lícula                                    |
| Millor pel·lícula estrangera     | E la nave va                    | Federico Fellini                              |
| Millor actor espanyol            | Fernando Rey                    | El caballero del dragón Padre nuestro         |
| Millor actriu espanyola          | Carmen Maura                    | Extramuros Sé infiel y no mires con quién     |
| Millor actor estranger           | Robert De Niro                  | Hi havia una vegada a Amèrica Falling in love |
| Millor actriu estrangera         | Kathleen Turner                 | L'honor dels Prizzi La passió de China Blue   |
| Premi Especial del Jurat         | Jaume Figueras                  | Per la seva tasca a Cinema 3                  |
| Premi a la labor cinematogràfica | Cooper Films                    | Per la qualitat en la distribució             |
| Premi especial 30è Aniversari    | Converses de Cinema a Catalunya |                                               |